# Dynamic Rockers
Dynamic Rockers est un groupe de musique électronique franco-canadien, originaire de Montréal. Il est formé en 2004 par deux frères, Damien et Olivier Sellier. Leur house music est fortement influencée par la soul, le funk et le disco. Le duo rencontre un succès significatif au milieu des années 2000 en tant qu'acteur du mouvement French touch. Ils sont aussi connus pour avoir fondé les labels Dynamic Recordings et Stamina Recordings.

## Biographie

### Débuts (2001—2004)
Damien et Olivier Sellier commencent à produire des disques durant leur adolescence sous différents pseudonymes pour VOX, un label basé à Paris, frère du label Vertigo. Les labels VOX/Vertigo sont connus pour publier des artistes comme Romain Tranchard de Modjo, Play Paul (le frère d’un des membres de Daft Punk) ou Vinyl Fever. On peut trouver les premiers disques des Dynamic Rockers sous le nom United Friends of Funk. pour leur projet de house  French touch et sous le nom Brazilian Studizel pour leur projet fusionnant des échantillons de bossa nova avec des rythmes de Chicago house.

### Période French touch (2004—2005)
Libérés de tout contrat avec leur ancien label French touch VOX/Vertigo, Damien et Olivier Sellier lancent leur propre label Dynamic Recordings en juin 2004. Ayant reçu le soutien de DJ Falcon (Roulé), Play Paul (Crydamoure), Gildas Loaëc (gérant des labels Daft Trax et Kitsuné) et Fred Falke (Vulture), le public et les magasins de disques pensent que le premier EP des Dynamic Rockers With Music est en fait produit par des membres du Daft Crew, l'entourage des Daft Punk. Le titre With Music fait ainsi rapidement sensation, faisant le tour de l'internet sur les forums de house musique et des blogs spécialisés. With Music accède ensuite au grand public grâce à Radio FG qui le parraine et le diffuse. Au même moment, le single de l'artiste français Muttonheads To You est en forte rotation sur Radio FG,. Son label Serial Records décide de rassembler les nouveaux talents de la French touch pour sortir un pack spécial de remixes. Muttonheads contacte alors les Dynamic Rockers après avoir entendu et apprécié le disque With Music, afin qu'ils fassent partie des remixeurs officiels de To You.
En octobre 2004, les Dynamic Rockers reviennent avec un nouveau disque intitulé Summertime, encore parrainé et programmé par Radio FG. Le disque Summertime contient également le titre Brickster de l’artiste allemand Manuel Tur, lui-même soutenu par des DJs d'envergure internationale comme Sébastien Léger. Manuel Tur et son titre Brickster sont sélectionnés par le pionnier techno Dave Clarke pour faire partie de sa compilation World Service Vol.2. En novembre 2004, les Dynamic Rockers fondent leur second label Stamina Recordings sur lequel ils sortent en premier le disque Tonight. Annie Mac soutient le titre Tonight et le joue plusieurs fois comme l'une de ses musiques préférées du moment et comme introduction de son émission éponyme de dance music sur BBC Radio 1,. Le disque Tonight et rapidement suivi de Mysterious Date, For Your Love et Thinking of You, eux aussi parrainés par Radio FG.
En mars 2005, les Dynamic Rockers sortent la troisième référence du label Stamina Recordings intitulée Don't Be Surprised. Le morceau Don't Be Surprised reçoit le soutien de Roger Sanchez qui le joue à maintes reprises,, dans son émission hebdomadaire primée Release Yourself . Seulement un mois après, en avril 2005, les Dynamic Rockers sorte le disque Feel the Music. Ce morceau est encore une fois fortement soutenu par Roger Sanchez qui le diffuse pendant plus de trois mois dans son émission,,,,,, mais surtout qui le joue pour la soirée d'ouverture de l'événement Release Yourself du Pacha à Ibiza. Feel the Music attire ainsi l'attention du leader d’opinion Pete Tong qui le présente comme incontournable dans son émission Essential Mix sur BBC Radio 1.
Dès lors, les Dynamic Rockers s'établissent solidement dans la scène grâce à leurs lignes de basse funky à la Chic, Daft Punk ou Alan Braxe très reconnaissables et l'utilisation d’échantillons introuvables de disco underground, signature de leur son French touch.

### Période électro house (2006—2008)
En 2006, la house évolue d'un son funky filtré vers une musique plus électronique et minimaliste estampillée électro. Après avoir sorti plus de dix disques dans le style nu-disco, les Dynamic Rockers élargissent leurs horizons musicaux dans cette direction, utilisant aussi davantage de synthétiseurs. Les Dynamic Rockers recentrent toutes leurs productions sur le label Stamina Recordings. Le premier disque du nouveau son des Dynamic Rockers s’intitule Life et sort en mars 2006. Life est une fois de plus joué par des DJs internationaux comme Roger Sanchez dans son émission de radio. En juin 2006, les Dynamic Rockers sortent un nouveau disque incluant les titres Back to Basics et This is My House. Il s’agit d’un disque d'électro house avec une couleur old-school, d’où son titre. Back to Basics est classé deux fois dans le Buzz Chart du DMC Magazine dans sa section Update et il est joué par Judge Jules dans son émission référence sur BBC Radio 1,. Inspiré par le retour de la musique house old-shool de la fin des années 1980, les Dynamic Rockers produisent un remix du tube de 1988 The Party de l'artiste Kraze pour le label allemand Milk & Sugar.
Back to Basics est ensuite suivi par trois autres disques électro house, Feedback, Back Again et Keep The Groove On. En septembre 2007, plusieurs de leurs meilleurs titres électro sont compilés sur le disque intitulé Dynamic Rockers EP pour le label allemand Rotor Records, sous-label de Milk & Sugar. En décembre 2007, les Dynamic Rockers licencient le titre électro I Know à Royal Flush Records. Cette chanson est en fait un remix d'une ballade qu'ils ont précédemment enregistrée pour un projet pop rock. Ce titre sort d'abord sur la compilation Pacha Club Ibiza 2007. Bien que les Dynamic Rockers ne soient en aucun cas liés au phénomène montant de la danse électro, les adolescents français s’emparent de I Know comme une de leurs bandes-son préférées pour leurs vidéos de routines de danse.
En Europe, début 2008, la danse électro est récupérée par les grandes marques commerciales, les grosses maisons de disques et les organisateurs d’évènements d’une manière outrancière. Les Dynamic Rockers, en tant que fans de street dance et acteurs de la scène underground, décident alors de restaurer l'image d'origine de cette danse, sans le maquillage glam rock inutile, les vêtements flashy et l'aspect commercial discutable du phénomène. Ils réalisent alors une vidéo officielle de danse urbaine pour I Know, en rassemblant les deux crews à l’origine du phénomène danse électro : La Mafia Electro et la Wantek. La vidéo est tournée volontairement au Dôme, l’esplanade du Palais de Tokyo à Paris, reconnue mondialement comme lieu de tournage par les vidéastes de skateboard, afin de ramener la danse électro à la rue. La vidéo met en scène une confrontation amicale des deux crews dans un face-à-face à la façon breakdance. Atteignant plusieurs millions de vues sur internet, le clip I Know devient instantanément viral sur YouTube et Dailymotion. La chaine de télévision française M6 achète alors les droits du titre rapidement après. En février 2008, I Know sort officiellement en CD Single. Il atteint la 26e place du classement SNEP du Club 40 Français et la 42e position du TOP 100 SNEP des singles en France. La chanson sort ensuite en vinyle et est diffusée sur des chaines de télévisions comme M6 ou Fun TV. I Know devient également le générique de l’émission de dance music M6 Club, pendant plus de deux ans. I Know apparaît sur d’importantes compilations de musique house comme l'annuelle FG DJ Radio Club Dance 2008.

### Prise de recul (2008—2015)
Alors qu'ils atteignent un certain succès avec Dynamic Rockers, Damien et Olivier Sellier, respectivement bassiste et guitariste, travaillent sur un projet parallèle avec Dave Eastman avec qui ils ont précédemment sorti les titres Time et Together en 2006. Leur groupe du genre soul, funk, pop, s’appelle French Kiss et rassemble de talentueux musiciens, valeurs montantes de la scène parisienne de jazz, tels que le batteur Damien Schmitt, le pianiste Vincent Bidal et la chanteuse Maureen Angot. L’album de French Kiss qui s’intitule All Is Beginning est en cours de production et à paraitre. Les Dynamic Rockers semblent alors prendre de la distance avec la musique électronique pendant quelques années notamment avec la montée du dubstep commercial et le phénomène EDM auxquels ils ne sont aucunement liés et dans lesquels ils ne se retrouvent pas.

### Depuis 2016
Après plusieurs années de retrait et différents projets musicaux, les Dynamic Rockers annoncent le 21 juin 2016 leur retour musical sur les différents réseaux sociaux. Ils y parlent de la renaissance de leur label Dynamic Recordings, DYREC en abrégé, et de leurs projets à venir.

## Discographie

### EP
- 2004-06-14 : With Music
- 2004-10-01 : Summertime
- 2004-11-15 : Tonight
- 2004-11-22 : Mysterious Date
- 2005-01-03 : For Your Love
- 2005-02-04 : Thinking of You
- 2005-03-14 : Don't Be Surprised
- 2005-04-25 : Feel the Music
- 2005-06-14 : Good Times
- 2006-01-19 : Time
- 2006-03-13 : Life
- 2006-04-24 : Together
- 2006-06-19 : Back to Basics
- 2006-09-01 : Feedback
- 2006-11-07 : Back Again
- 2007-06-12 : Keep The Groove On
- 2007-09-01 : Dynamic Rockers EP

### Singles
- 2008-03-22 : I Know (M6 Music, Sony BMG), meilleure position 42e au classement SNEP TOP 100 single[30]. Meilleure position 26e au classement SNEP du Club 40[29].

### Remixes
- 2004-09-13 : Muttonheads - To You (Serial Records)
- 2004-11-08 : Manuel Tur - In the Air (Stamina Recordings)
- 2005-07-18 : Wize - Exhibition (Ledge Music)
- 2006-07-17 : Kraze - The Party (Milk & Sugar Recordings)
- 2007-12-17 : Paul Star - Freaks Come Out (Royal Flush Records)
- 2010-03-02 : The Henchmen - La Colita (Starlight Music)

### Vidéographie
- 2008-02-18 : I Know - Vidéoclip avec les équipes danse électro Wantek et Mafia Electro réalisé par les Dynamic Rockers et Gilles Guerraz.

### Synchronisation TV
- 2006 : Canal+ +Clair, habillage musical (Dynamic Rockers - Life)
- 2008 : M6 Hit Machine, spot musical interlude (Dynamic Rockers - I Know)
- 2008–2009 : M6 Club, générique (Dynamic Rockers - I Know)